# آندرس وومبرگار
آندرس وومبرگار (انگلیسی: Andrés Vombergar؛ زادهٔ ۲۰ نوامبر ۱۹۹۴) بازیکن فوتبال اهل آرژانتین است.
وی همچنین در تیم ملی فوتبال Slovenia B بازی کرده‌است.